# HMS Ibis (U99)
«Айбіс» (англ. HMS Ibis (U99) — військовий корабель, шлюп типу  «Блек Свон» Королівського військово-морського флоту Великої Британії за часів Другої світової війни.

## Історія створення
Шлюп «Айбіс» був закладений 22 вересня 1939 року на верфі компанії Furness Shipbuilding Company. Спущений на воду 28 листопада 1940 року, вступив у стрій 30 серпня 1941 року.

## Історія служби
Після вступу у стрій «Айбіс» увійшов до складу 41-ї ескортної групи та супроводжував конвої з Великої Британії до Фрітауна.
Протягом серпня-вересня 1942 року пройшов ремонт, під час якого була встановлена зчетверена 40-мм зенітна установка «пом-пом» та чотири 20-мм артилерійські установки.
У листопаді 1942 року брав участь в операції «Смолоскип», під час якої супроводжував конвої КХ-1 та KMF-1.
10 листопада 1942 року поблизу узбережжя Північної Африки «Айбіс» був потоплений торпедою, скинутою з італійського бомбардувальника SM.79.